# Francisco Regueiro
Francisco Regueiro (Valladolid, 2 d'agost de 1934) és un director de cinema i guionista espanyol. Inicialment fou professor de dret mercantil i col·laborador a El Norte de Castilla. El 1955 es traslladà a Madrid, on es va matricular a la facultat de periodisme i col·laborà a la Codorniz, on va conèixer Miguel Gila, però el 1957 ho deixà per ingressar a l'Escola Oficial de Cinema, on es llicencià el 1962. El 1961 va guanyar el Premi Sésamo de literatura amb Las muchachas de los cabellos de lino.
Junt amb Gonzalo Suárez, Mario Camus i Carlos Saura és considerat un dels membres destacats del "Nou cinema espanyol". El 1963 va dirigir la seva primera pel·lícula, El buen amor, amb la que va participar en el 16è Festival Internacional de Cinema de Canes i va entusiasmar Luis Buñuel. La seva segona pel·lícula, Amador (1968), va tenir força problemes amb la censura. No va tornar a rodar fins 1968, Si volvemos a vernos que fou guardonada amb les Medalles del Cercle d'Escriptors Cinematogràfics de 1967 amb la millor música, fotografia i decorats. El 1972 va rodar Carta de amor de un asesino produïda per Elías Querejeta, que mai es va estrenar comercialment. El 1975 va assolir èxit amb Duerme, duerme, mi amor i Las bodas de Blanca. Després canvià el cinema per la televisió, rodant el 1972 l'episodi Cuento de la niña que se convirtió en rata de la sèrie Cuentos y leyendas, i el 1983 l'episodi La viuda valenciana de la sèrie Las pícaras. Tornà al cinema el 1985, rodant Padre nuestro, considerada la seva pel·lícula més completa. El 1988 rodà Diario de invierno i el 1993 Madregilda, sense que des d'aleshores hagi dirigit cap pel·lícula més. El 2016 va rebre l'Espiga d'honor de la Setmana Internacional de Cinema de Valladolid.

## Filmografia com a director
- Madregilda (1993)
- Diario de invierno (1988)
- Padre nuestro (1985)
- Las bodas de Blanca (1975)
- Duerme, duerme, mi amor (1975)
- Carta de amor de un asesino (1972)
- Me enveneno de azules (1969)
- Si volvemos a vernos (1968)
- Amador (1964)
- El buen amor (1963)
- Sor Angélica Virgen (1962) -curtmetratge de l'E.O.C.